# Mount Currie (British Columbia, Berg)
Der Mount Currie, in der Sprache der St'at'imc auch Ts̓zil (tsʼzel) ist ein 2591 m hoher Berg mit einer Schartenhöhe von 346 m im Südwesten der kanadischen Provinz British Columbia. Er ist der nördlichste Gipfel der Garibaldi Ranges. Seine Nordflanke dominiert die „Skyline“ des Pemberton Valley. Er ist einer der Gipfel, die vom Whistler-Blackcomb Ski Area aus (im Nordosten) sichtbar sind. Der Mount Currie ist der Namensvetter der Gemeinde Mount Currie und des zugehörigen Mount Currie Indian reserve No. 6, der Heimat der Lil'wat First Nation.
Der Berg wurde nach dem Viehzüchter John Currie benannt, dem ersten niedergelassenen Siedler im Pemberton Valley, der die Currie Ranch (lokal auch als „Currie's“ bekannt, später der Name eines Haltepunktes der Pacific Great Eastern Railway) in den 1870er Jahren im Gebiet der heutigen Gemeinde/Reserve Mount Currie begründete. Er war der Wiedereinrichter des Pemberton Trail.